# Ray Sawyer

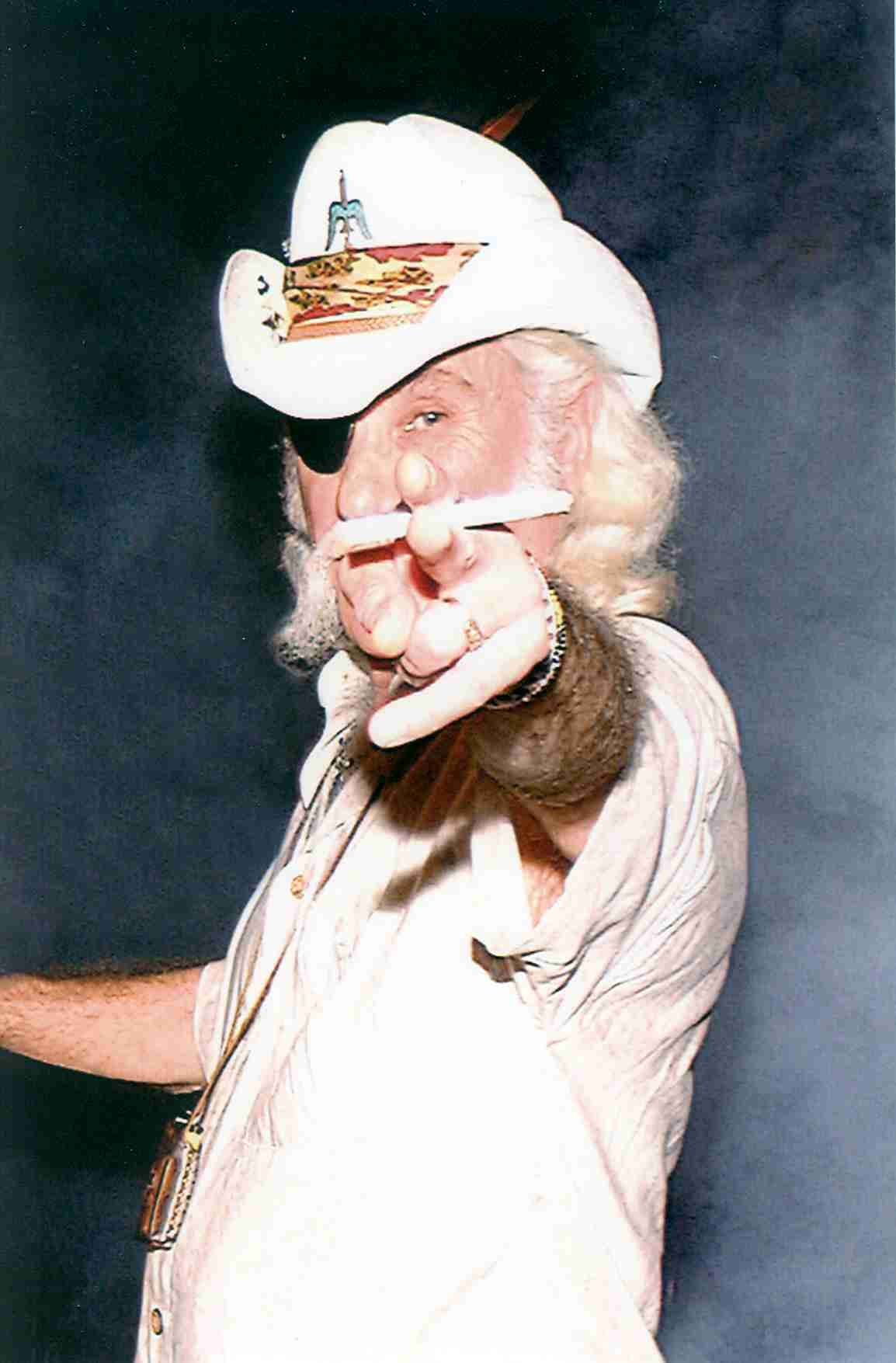
Ray Sawyer

Ray Sawyer (* 1. Februar 1937 in Chickasaw, Alabama; † 31. Dezember 2018 in Daytona Beach) war ein US-amerikanischer Musiker. Er war der Leadsänger der Band Dr. Hook & the Medicine Show. Mit seinem Cowboyhut, ohne den er selten zu sehen war, und einer Augenklappe prägte er maßgeblich das Image der Band.

## Leben
Mit 17 Jahren begann Sawyer mit dem professionellen Schlagzeugspiel. Bei einem Ausflug zum Fischen verlor Sawyer im Jahr 1967 bei einem Autounfall sein rechtes Auge. Ein ganzes Jahr war Sawyer auf einen Rollstuhl angewiesen, bis er nach seiner Genesung nach Los Angeles zog.
Während einer Reise an die Ostküste lernte er Dennis Locorriere kennen, mit dem er die Band Chocolate Papers gründete. Die Band wurde 1969 in Dr. Hook & The Medicine Show umbenannt und vor allem durch die Lieder von Shel Silverstein weltberühmt. Seit 1975 nannten sie sich nur noch Dr. Hook. Der erste Erfolg stellte sich 1972 mit Sylvia’s Mother ein. Weitere Hits wie Only Sixteen, Sexy Eyes, Sharing The Night Together brachten sie noch mehrmals in die Charts. Sawyer verließ die Band 1981, um eine Solokarriere zu verfolgen. 1983 gingen weitere Bandmitglieder ihre eigenen Wege, bis sich die Band 1984 auflöste.
Von da an startete Ray Sawyer ebenfalls eine Solokarriere als Country-Sänger und Country-Songwriter, die allerdings ohne nennenswerte Erfolge verlief. Von 1988 bis Oktober 2015 tourte er als Dr. Hook featuring Ray Sawyer durch die USA (unter Lizenz von Bandkollege Dennis Locorriere, der getrennt tourt und dem die Trademark Dr. Hook gehört).